# فرهاد خوشبخت
فرهاد (نوروز) خوشبخت هنرپیشه اهل ایران است. او بین سال‌های ۱۳۵۰ تا ۱۳۵۶ فعالیت داشت.

## فیلم شناسی
- آقای لر به شهر می‌رود (۱۳۵۶)
- حرمت رفیق (۱۳۵۶)
- همراهان (۱۳۵۶)
- آتش جنوب (۱۳۵۵)
- عنتر و منتر (۱۳۵۵)
- کندو (۱۳۵۴)
- اخم نکن سرکار (۱۳۵۴)
- چشمان بسته (۱۳۵۴)
- غلام زنگی (۱۳۵۴)
- قسم (فیلم) (۱۳۵۴)
- ترکمن (فیلم) (۱۳۵۳)
- دختران بلا، مردان ناقلا (۱۳۵۳)
- صلات ظهر (۱۳۵۳)
- کوثر (فیلم) (۱۳۵۳)
- خیالاتی (۱۳۵۲)
- کاکا سیاه (۱۳۵۲)
- ناخدا (فیلم) (۱۳۵۲)
- هفت دلاور (۱۳۵۲)
- آبشار طلا (۱۳۵۱)
- آخرین نبرد (۱۳۵۱)
- خانه به دوشان (۱۳۵۰)
- میعادگاه خشم (۱۳۵۰)